# Rouge (Norvège)
Pour les articles homonymes, voir Rouge (homonymie).
Rouge (Rødt en bokmål, Raudt en nynorsk) est un parti politique norvégien. Il a été fondé le 11 mars 2007 et issu de la fusion entre l'Alliance populaire et le Parti communiste des travailleurs (Arbeidernes Kommunistparti). Parti marxiste, il a été décrit comme étant de gauche,,, ou d'extrême gauche,,,. Dans son programme politique, Rouge fixe comme objectif ultime la création d'une société sans classes qui, selon le parti, est « ce que Karl Marx appelait le communisme ». Les autres objectifs du parti sont le remplacement du capitalisme par le socialisme, un secteur public expansif et la nationalisation des grandes entreprises. Il a une idéologie socialiste révolutionnaire, qui vise à ce que de nouvelles législatures prennent le pouvoir au nom des travailleurs, bien que le parti ne soutienne pas la révolution armée violente comme l'ont fait ses prédécesseurs dans les années 1970 et 1980. Il s'oppose fermement à ce que la Norvège devienne membre de l'Union européenne.
Après une lente ascension, le parti remporte un unique siège aux élections législatives de 2017.
Quatre ans plus tard, le parti passe le seuil électoral de quatre pour cent et obtient huit sièges aux élections législatives de 2021, ce qui lui permet de devenir une force politique majeure.

## Histoire
Rouge a été fondée le 7 mars 2007 à la suite de la fusion de l'Alliance populaire et du Parti communiste des travailleurs. Les deux partis partageaient la même histoire depuis des décennies, car le Parti communiste ouvrier avait fondé l'Alliance électorale rouge en tant que parti électoral qui allait promouvoir les valeurs communistes et socialistes. Lors de la convention nationale tenue par l'Alliance électorale rouge, une faction au sein du parti a déclaré qu'elle appuierait la fusion des deux partis si toute référence au communisme dans le programme du nouveau parti était éliminée.
Au cours d'une réunion secrète entre les dirigeants des deux parties le 5 mars, un vote a eu lieu, la plupart des membres étant favorables à la fusion. Le Parti communiste ouvrier a été officiellement dissous en avril 2007. Lors de la première convention nationale du parti, trois noms ont été considérés : Choix rouge, Solidarité, et Lutte Rouge. Lorsqu'il a été fondé, le parti s'est donné pour mission principale de combler le « vide » entre lui et la coalition rouge-verte. À propos du programme, Torstein Dahle a déclaré : « Nous soulèverons des questions qui font l'objet d'un large consensus au sein de la population norvégienne, mais qui ne sont malheureusement pas reflétées dans les politiques des autres partis ».
Torstein Dahle a été élu à l'unanimité à la tête du parti par les membres du Parti communiste ouvrier et de l'Alliance électorale rouge en février 2007, ce qui a été critiqué par des personnes extérieures, qui ont affirmé que Dahle ne serait pas capable de diriger le parti dans une nouvelle direction. Ingrid Baltzersen, alors chef du Parti communiste ouvrier, a été élue chef adjointe du parti.
Le 23 juillet 2007, Dahle a fait l'objet d'une couverture médiatique lorsqu'il a déclaré que les talibans et les autres rebelles afghans avaient pleinement le droit de combattre les soldats norvégiens stationnés en Afghanistan. L'attention s'est portée sur la mort d'un officier de l'armée norvégienne dans la province de Logar, quelques jours plus tard, lorsqu'une unité militaire norvégienne a essuyé un tir ennemi. Dahle répondit plus tard à la critique en disant qu'il n'était pas favorable à la mort du personnel militaire norvégien.
Lors de la planification des élections locales de 2007, le parti pensait avoir une chance réaliste d'obtenir le poste de maire dans trois municipalités. Lors des élections locales, le parti a été contraint de faire campagne sous la bannière de l'Alliance électorale rouge, le Comité électoral n'ayant pas approuvé son nouveau nom.
Bernt Aardal, chercheur sur les élections, pensait que Rouge serait en mesure de gagner les voix des électeurs qui votaient habituellement pour le Parti de la gauche socialiste. Le raisonnement sous-jacent était que la gauche socialiste faisait partie de la coalition rouge-verte au pouvoir et qu'elle aurait constamment besoin de faire des compromis avec les deux autres partis de la coalition. Lorsqu'il a été confronté à ses recherches, il a répondu : « Il ne s'agit pas d'un grand groupe d'électeurs. Nous avons examiné certains sondages dans le passé selon lesquels les VR donneraient au parti un ou deux sièges au Parlement. Il est difficile de dire si le nouveau parti fera une différence. »
Après avoir vécu ce que beaucoup ont décrit comme une mauvaise élection, Trond Andresen, une figure politique de premier plan au sein du parti, a démissionné. Il a affirmé que le parti allait dans une spirale descendante et qu'il subirait le même sort que le Parti communiste de Norvège s'il ne renouait pas avec sa nouvelle image. Parmi plusieurs candidats connus qui ont officiellement annoncé ou dont on disait qu'ils étaient candidats à la direction du parti, on comptait Bjørnar Moxnes, Mona Bjørn, Asgeir Drugli, Mimir Kristjansson et Ingeborg Steinholt.
Turid Thomassen a été élu chef du parti Red en mai 2010. Thomassen a une longue expérience du Parti communiste ouvrier et de l'Alliance électorale rouge. L'ancien leader de la Jeunesse Rouge (2004-2006), Bjørnar Moxnes, est devenu chef adjoint. Bjørnar Moxnes a été élu chef du parti en mai 2012.
En juillet 2023, après une affaire de vol, Bjørnar Moxnes démissionne de son poste à la tête du parti,.

## Idéologie
Décrit comme un parti marxiste,, le Parti rouge est en faveur de l'État-providence et d'une imposition élevée des riches comme moyen de lutter contre les inégalités persistantes en Norvège. Depuis sa formation, des groupes ont fusionné avec le parti, l'exemple le plus notable étant l'Internationale socialiste trotskyste. Le parti se compose de diverses factions internes, notamment les trotskystes, les marxistes-léninistes et les socialistes démocratiques. L'un des projets importants des Rouges est la protection de l'État-providence norvégien, appelant le gouvernement à dépenser 30 à 40 milliards de couronnes norvégiennes dans le secteur public pour contrer la crise financière de 2007-2008. 
Les résultats des élections de 2009, considérés comme décevants, ont provoqué une certaine agitation au sein du parti, certains membres souhaitant que le parti se rapproche idéologiquement du Parti socialiste de gauche.
La mention continue du communisme dans le programme du parti a été un sujet très débattu au sein du parti, une grande partie de la direction, y compris Moxnes, souhaitant abandonner la mention de l'idéologie en faveur d'une ligne socialiste purement démocratique. Le parti a voté pour rester idéologiquement engagé dans le communisme en 2014, et à nouveau en 2019, à la majorité lors de la conférence nationale.

## Résultats électoraux
| Année | Voix    | %    | Rang | Sièges  | +/-           |
| ----- | ------- | ---- | ---- | ------- | ------------- |
| 2009  | 36 219  | 1,35 | 8e   | 0 / 169 | en stagnation |
| 2013  | 30 751  | 1,08 | 9e   | 0 / 169 | en stagnation |
| 2017  | 70 341  | 2,39 | 9e   | 1 / 169 | 1             |
| 2021  | 140 931 | 4,72 | 6e   | 8 / 169 | 7             |

| Année | %   | Type         |
| ----- | --- | ------------ |
| 2007  | 1,9 | Municipalité |
| 2007  | 2,1 | Comté        |
| 2011  | 1,5 | Municipalité |
| 2011  | 1,7 | Comté        |
| 2015  | 2   | Municipalité |
| 2015  | 2,2 | Comté        |
| 2019  | 3,8 | Municipalité |
| 2019  | 3,9 | Comté        |